# Michalovice u Velkých Žernosek
Michalovice (deutsch Michelsberg) ist eine Gemeinde in Tschechien. Sie liegt vier Kilometer westlich des Stadtzentrums von Litoměřice im rechtselbischen Teil des Böhmischen Mittelgebirges und gehört zum Okres Litoměřice.

## Geographie

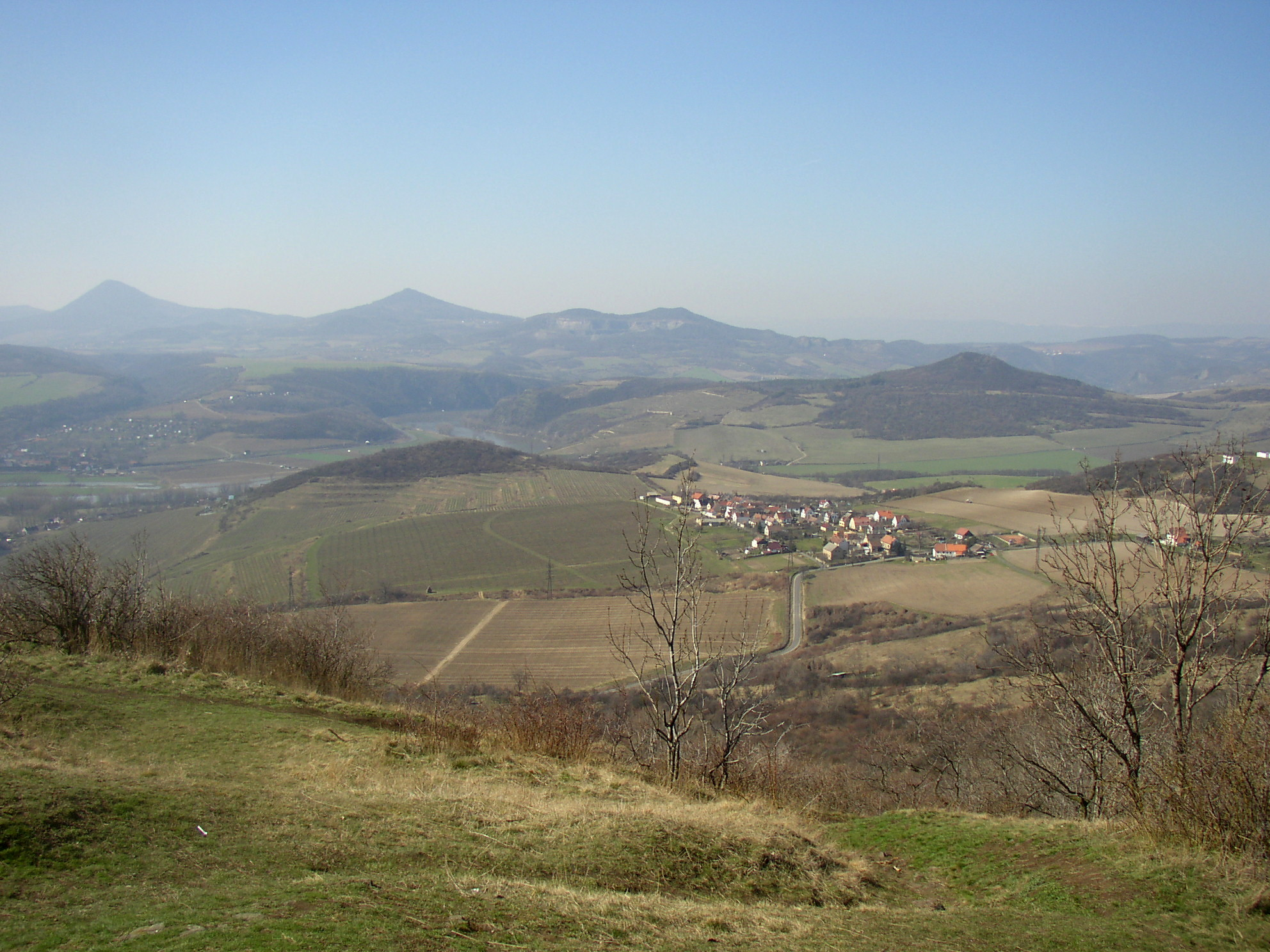
Michalovice von Radobýl gesehen (April 2005)

Das Dorf befindet sich am nordwestlichen Fuße des Radobýl (399 m) über den Plänerkalkhängen oberhalb von Litoměřice. Im Westen erhebt sich die Trešnovka (261 m).
Nachbarorte sind Malíč im Norden, Knobloška im Nordosten, Veveří und Třídomí im Osten, Žalhostice im Süden sowie Velké Žernoseky im Westen.

## Geschichte
Michalovice entstand wahrscheinlich zur selben Zeit, wie der Nachbarort Malíč. Bereits zu Zeiten der Wartenberger befanden sich hier auf der Schuppa die herrschaftlichen Weinberge von Tetschen. Nach der Schlacht am Weißen Berg wurde die Familie Thun und Hohenstein neuer Besitzer. Die Existenz des Dorfes Michelsberg ist erst seit 1720 schriftlich überliefert.
Um 1800 hatte der Ort 250 Einwohner. Im Ort wurde eine Weinpresse betrieben und des Weiteren ein Kalkbruch. Daneben erfolgte Obst- und Hackfruchtanbau. 1885 hatte sich die Einwohnerzahl auf 285 erhöht. 1930 lebten 315 Menschen im Dorf, die überwiegend Deutsche waren. Der Bevölkerungsanstieg führt dazu, dass ein Teil der Bewohner in Leitmeritz arbeitete, da die Landwirtschaft sie nicht ernähren konnte. Zur Gemeinde gehören seit jeher die Siedlungen Ober Michelsberg (Horní Michalovice) und Dreihäuseln (Třídomí).

## Ortsgliederung
Für die Gemeinde Michalovice sind keine Ortsteile ausgewiesen.

## Sehenswürdigkeiten
- Radobýl
- Kapelle